# Althütte (Spiegelau)
Althütte ist eine Streusiedlung in der Gemeinde Spiegelau im niederbayerischen Landkreis Freyung-Grafenau.

## Lage
Die Rodungsinsel liegt auf 774 Meter Höhe am Fuße des Kleinen und des Großen Rachels an der Straße zwischen Frauenau und Spiegelau.

## Geschichte
Althütte verdankt seine Entstehung der Glasindustrie. Im benachbarten Ort Klingenbrunn stand schon vor 1521 eine Glashütte. Wie andere fliegende Hütten wurde sie wegen des großen Holzverbrauchs an einen holzreicheren Standort verlegt. 1680 errichtete man sie in Althütte.
1752 erwarb Christian Hilz das Glashüttengut. 1756 brannte die Hütte nieder und wurde am Berg Ochsenkopf wieder aufgebaut. Als diese 1783 vom Schnee eingedrückt und endgültig stillgelegt wurde, erbaute man dafür am Standort Althütte wieder eine neue Glashütte.
Die Hilz, seit 1806 von Hilz, waren bis 1832 Herren über Klingenbrunn-Althütte. In diesem Jahr verkaufte Felix von Hilz das Glashüttengut mit 2518 Hektar Fläche wegen zunehmender Unrentabilität für 107.000 Gulden an den Staat Bayern.
Die staatliche Verwaltung kümmerte sich vor allem um die Forstwirtschaft in den ausgedehnten Waldungen. Die Ortsfluren wurden vom Staat zu freiem Eigentum verkauft. Die Glashütte mit nur 10 Hektar Grund führten Josef von Maiern aus Mindelheim und die Firma Paul Heinz & Comp. aus Oberfranken. 1839 verkaufte das Eigentümerkonsortium an Anton Hellmayer und seine Frau Katharina einen Teil des Glashüttengutes. Hellmeier errichtete in Spiegelau eine neue Glashütte, Heinz und von Maiern gründeten bei Flanitzhütte eine weitere, während der Betrieb in Althütte stillgelegt wurde.
Bis 1840 ließen sich in der Siedlung neun Hausbesitzer nieder, deren Eigentum zwischen 2,5 und fünf Hektar betrug. Die gesamte Ortsflur umfasste zu dieser Zeit 50 Hektar. 1860 zählte Althütte 81 Einwohner in elf Gebäuden. Im Laufe der Jahre erfuhr der Ort nur geringfügige Veränderungen. Er gehörte zur 1834 gebildeten Gemeinde Klingenbrunn, bis 1959 der Name der Gesamtgemeinde nach Spiegelau geändert wurde. 1970 wohnten hier 92 Einwohner.